# Chantal Mantz
Chantal Mantz (Dieburg, Hessen, 26 juni 1996) is een Duits tafeltennisster.  Ze speelt rechtshandig met de shakehandgreep.

## Belangrijkste resultaten
- Goud met het team op de Europese kampioenschappen 2021.

- Gemeinsame Normdatei: 1220323829
- Virtual International Authority File: 1818160425262368320006